# Liste von Schiffen mit dem Namen Rostock
Rostock ist mehrfach als Name oder Namensbestandteil von Schiffen genutzt worden bzw. wird als solcher genutzt. Der Name Rostock leitet sich von der Hansestadt Rostock in Mecklenburg ab.

## Schiffsliste
| Bezeichnung        | Schiffsart          | Klasse / Typ                       | Baujahr | Bauwerft                                 | Eigner | Dienstzeit                     | Verbleib                                                 | Bild |
| ------------------ | ------------------- | ---------------------------------- | ------- | ---------------------------------------- | --- | ------------------------------ | -------------------------------------------------------- | ---- |
| Rostock            | Passagierschiff     |                                    | 1901    |                                          | Deutsch-Australische Dampfschiffs-Gesellschaft                                                                              | 1901–1914                      | 1914 vom Vereinigten Königreich beschlagnahmt            |      |
| Rostock            | Kleiner Kreuzer     | Karlsruhe-Klasse                   | 1912    | Howaldtswerke, Kiel                      | Kaiserliche Marine | 1914–1916                      | Am 1. Juni 1916 versenkt                                 |      |
| Rostock            | Kleiner Kreuzer     | Cöln-Klasse                        | 1918    | AG Vulcan, Stettin                       | Kaiserliche Marine |                                | nicht fertiggestellt, 1921 unfertig abgewrackt           |      |
| Rostock            | Trockenfrachter     | Kolomna                            | 1953    | VEB Schiffswerft Neptun Rostock          | VEB Deutsche Seereederei Rostock                                                                                            | 11. Okt. 1954–1985             | 1985 Abbruch in Griechenland                             |      |
| Rostock            | Trockenfrachter     | Typ XD                             | 1966    | VEB Warnowwerft Rostock-Warnemünde       | VEB Deutsche Seereederei Rostock                                                                                            | 30. Juni 1967 bis 3. Aug. 2000 | an Alang zum Abbruch August 2000                         |      |
| Rostock            | Minenabwehrfahrzeug | Krake-Klasse                       |         | Peene-Werft, Wolgast                     | Volksmarine |                                |                                                          |      |
| Rostock            | Eisenbahnfähre      |                                    | 1977    | Bergens Mekaniske Værksteder A/S, Bergen | |                                | als Smyrna di Levante unter griechischer Flagge in Fahrt |      |
| Rostock            | Fregatte            | Projekt 1159                       | 1978    | Werft 340, Selenodolsk                   | Volksmarine / Deutsche Marine                                                                                               | 1979–1990                      | abgewrackt                                               |      |
| Rostocker Greif    | Tagesausflugsschiff | Typ III (verlängerte Variante)     | 1980    | Yachtwerft Berlin                        | Fahrgastschifffahrt W. Heckmann, Rostock                                                                                    |                                | in Fahrt                                                 |      |
| Rostock            | Motorgüterschiff    | Typ Rostock (Projekt Typ - MGS 85) | 1986    | Roßlauer Schiffswerft                    | Deutsche Binnenreederei AG / ab 2000 Donau Express Linie als Regensburg, ab 2007 BRP Donauschifffahrt als Rousse Bulgarien. |                                | in Fahrt                                                 |      |
| Rostocker 7        | Tagesausflugsschiff |                                    | 2003    | Deutsche Binnenwerften GmbH, Berlin      | Rostocker Personenschifffahrt Rostocker 7                                                                                   |                                | in Fahrt                                                 |      |
| Hansestadt Rostock | Tagesausflugsschiff |                                    | 2010    | Lux-Werft, Mondorf                       | Personenschifffahrt GbR Dieter und Olaf Schütt, Rostock                                                                     |                                | in Fahrt                                                 |      |